# Oleg Hromțov
Oleg Hromțov (n. 30 mai 1983, Rîbnița) este un fotbalist din Republica Moldova care în prezent joacă pe postul de mijlocaș la clubul kazah din eșalonul secund FC Caspii (ФК «Каспий»).
În 2004 Oleg Hromțov a jucat un meci pentru echipa națională de fotbal a Moldovei.